# Swamp blues

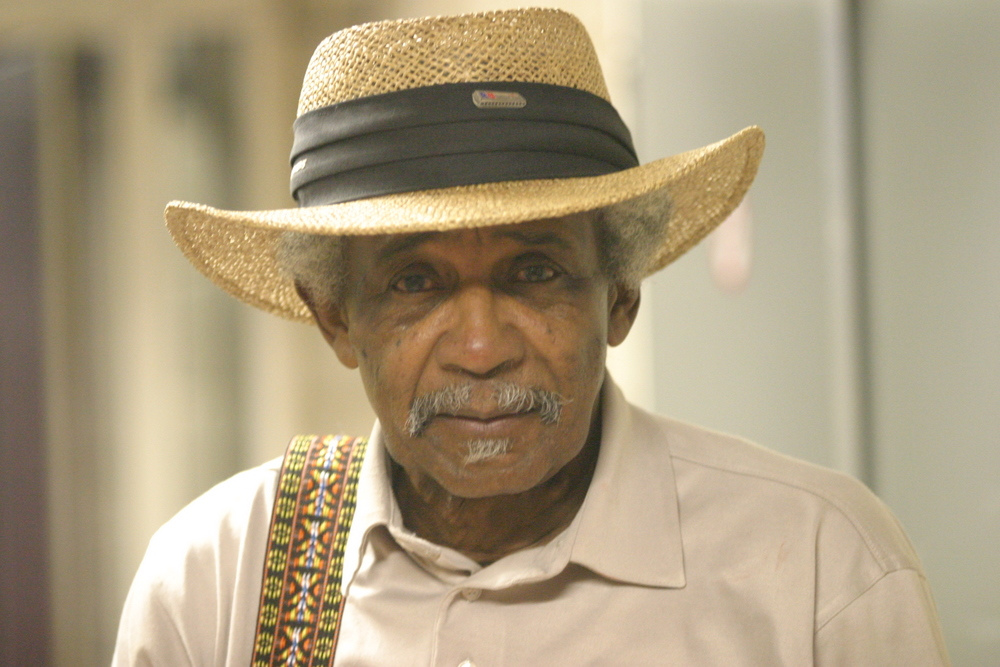
Lazy Lester en 2004.

Le swamp blues est une forme de blues très évolué et spécifique. Dérivé du Louisiana blues, ce genre de musique est réputé pour ses rythmes qui dominent une musique qui est simultanément funky et gaie.
On retrouve dans le swamp blues l'influence de la musique traditionnelle cadienne et du zydeco des créoles de Louisiane (États-Unis), qui étaient depuis longtemps installés du côté de Bâton-Rouge.
Bien que la plupart des musiciens de swamp blues viennent de Bâton-Rouge, ce genre de blues est souvent associé au producteur de musique J. D. « Jay » Miller et à son studio d'enregistrement de Crowley (Louisiane). Miller a produit de nombreux artistes de swamp blues sur son propre label, comme sur des labels américains plus important.
Preuve de l'impact du swamp blues sur la musique populaire, les Rolling Stones ont repris la chanson I'm A King Bee de Slim Harpo alors que Neil Young, parmi d'autres, a repris le titre Rainin' In My Heart. En outre, le swamp blues est souvent cité comme l'une des principales influences du groupe Creedence Clearwater Revival.
Le swamp blues est parfois confondu avec le swamp pop qui est pourtant un genre musical différent issu du sud de la Louisiane, même si les artistes de swamp blues et de swamp pop jouent souvent ensemble. Il ne faut pas non plus confondre le swamp blues avec le delta blues, un genre de blues originaire du nord du Mississippi.

## Artistes
- Lonnie Brooks
- Larry Garner
- Slim Harpo
- Silas Hogan
- Joe Hudson
- Arthur Kelly
- Henry Gray (en)
- Lazy Lester
- Clarence Edwards
- Lightnin' Slim
- Lonesome Sundown
- Lil' Buck Sinegal
- Jimmy Anderson
- Kenny Neal
- Tabby Thomas
- Earl King
- Guitar Slim
- Katie Webster
- Whispering Smith
- Big Daddy Harry Hypolite
- Selwyn Cooper
- Carol Fran
- Michael Juan Nunez
- Roscoe Chenier
- Tony Joe White

## Référence
- John Broven, South to Louisiana: The Music of the Cajun Bayous (Gretna, La.: Pelican, 1983).